# Església de la Mare de Déu de Gràcia d'Alacant
L'església de la Mare de Déu de Gràcia és una església situada a la plaça de la Montanyeta de la ciutat d'Alacant (l'Alacantí, País Valencià).
Es va construir entre 1945 i 1951 segons el projecte de l'arquitecte A. Serrano Peral. De manera similar a altres esglésies d'Alacant construïdes després de la Guerra Civil, com la dels Àngels i la de la Misericòrdia, és de planta jesuítica.